# Lijst van bekende Arubanen
Hieronder volgt een lijst van bekende Arubanen en bekende personen van Arubaanse afkomst met een artikel in de encyclopedie. 

## Juristen
- Hubert Maduro (1944), jurist en staatsraad

## Muzikanten
- Dave Benton (1951)
- Lily Clarisa (1990 of 1991)
- Captain Cook
- Euson (1941)
- Bobby Farrell (1949-2010)
- Iwan Groeneveld (1946)
- Bernadina Growell (1939-2009)
- Roger Peterson (1980)
- Pete Philly (1980)
- Phreako Rico (Harderwijk, 1977)
- Edsilia Rombley (Amsterdam, 1978)

## Kunstenaars
- Glenda Heyliger
- Alydia Wever

## Politici
- Edwin Abath
- Angel Bermudez
- Guillfred Besaril
- Andin Bikker
- Maurice Bishop
- Betico Croes
- Frido Croes
- Hendrik Croes
- Mito Croes
- Paul Croes
- Rudy Croes (1947-2021), politicus
- Arthur Dowers
- Henny Eman
- Mike Eman
- Frans Figaroa
- Felix Flanegien
- Oscar Henriquez
- Rudy Lampe
- Marisol Lopez-Tromp
- Xiomara Maduro
- John Merryweather
- Mike de Meza
- Nelson Oduber
- Otmar Oduber
- Misha Raymond
- Fredis Refunjol
- Alex Schwengle
- Benny Sevinger
- James Sharpe
- Felipe Tromp
- Ella Tromp-Yarzagaray
- Evelyn Wever-Croes
- Mervin Wyatt-Ras
- Juan David Yrausquin

## Schrijvers
- Hubert Booi
- Desiree Correa
- Josette Daal
- Nydia Ecury
- Henry Habibe
- Denis Henriquez
- Olga Orman
- Joan Leslie
- Adi Martis
- Quito Nicolaas
- René van Nie
- Roland Peterson
- William Richard Piternella
- Jacques Thönissen
- Laura Wernet-Paskel

## Acteurs en actrices
- Chrisje Comvalius (1948-2023), Nederlands actrice

## Sporters
- David Abdul, voetballer
- Eric Abdul, voetballer
- Elvis Albertus, voetballer
- Xander Bogaerts, honkballer
- Reinhard Breinburg, voetballer
- Denzel Dumfries, voetballer
- Jemal Le Grand, zwemmer
- Carl Henriquez, gewichtheffer
- Miguel Janssen, atleet
- Eugene Kingsale, honkballer
- Calvin Maduro, honkballer
- Hedwiges Maduro, voetballer
- Eugène Martineau, atleet
- Wim Martinus, honkballer
- Jayme Mata, judoka
- Clive Mendes, honkballer
- Ronny Nouwen, voetballer
- Monica Pimentel, taekwondoka
- Sarah-Quita Offringa, windsurfer
- Jan Roodzant, zwemmer
- Fiderd Vis, judoka
- Pierre de Windt, atleet

## Overig
- Virginia Dementricia, verzetsstrijdster
- Boy Ecury, verzetsstrijder
- Percy Irausquin, modeontwerper
- Padú Lampe, componist
- Jeannette Richardson-Baars, directeur Aruba Police Academy
- Jane Semeleer, econoom en bankier